# Pulvinaria gossypii
Pulvinaria gossypii är en insektsart som först beskrevs av Bodenheimer 1944.  Pulvinaria gossypii ingår i släktet Pulvinaria och familjen skålsköldlöss.
Artens utbredningsområde är Iran. Inga underarter finns listade i Catalogue of Life.